# Гојко Кличковић
Гојко Кличковић (Доњи Петровићи, општина Крупа на Уни, Југославија, 25. март 1955) је српски политичар и бивши председник Владе Републике Српске. На редовним локалним изборима одржаним 2012. године изабран је за начелника Општине Крупа на Уни.

## Биографија
Рођен је 25. марта 1955. године у Доњим Петровићима, општина Крупа на Уни, Југославија. Дипломирао је социологију у Сарајеву, а магистрирао је у Београду. Био је члан Српске демократске странке од 1991. године, и командант Кризног штаба општине Крупа на Уни 1992. године. Мр Гојко Кличковић је био председник Владе Републике Српске, а на том положају је био два пута у периоду 18. мај 1996. — 27. новембар 1996. године, и 27. новембар 1996. — 31. јануар 1998. године. Живи у Новом Граду.